# Hořín
Hořín je obec v okrese Mělník ve Středočeském kraji. Leží asi dva kilometry západně od Mělníka. Žije zde 952 obyvatel.
V obci se nachází několikrát přestavovaný barokní zámek Lobkowiczů z roku 1696 vystavený podle návrhu G. B. Alliprandiho. Po okraji Hořína protéká laterální plavební kanál Mělník – Vraňany se zdymadlem z roku 1905, které je technickou památkou. Západně od obce se nacházelo sportovní letiště.

## Historie
První písemná zmínka o obci pochází z roku 1319. Vesnice Hořín s celým mělnickým panstvím patřila císaři Ferdinandovi III., který ji v roce 1646 dal do zástavy hraběti Heřmanu Czerninovi (1576–1651). O necelých čtyřicet let později Czerninové z Chudenic získali panství do dědičného vlastnictví. Na konci 17. století zde vznikl lovecký zámeček, který byl několikrát přestavěn.
V obci Hořín (481 obyvatel, katol. kostel) byly v roce 1932 evidovány tyto živnosti a obchody: obchod s cukrovinkami, hostinec, kolář, 2 kováři, obchod s lahvovým pivem, rolník, řezník, 2 obchody se smíšeným zbožím, trafika, velkostatek Lobkowitz, zahradnictví.
Ve vsi Brozánky (285 obyvatel, samostatná obec se později stala součástí Hořína) byly v roce 1932 evidovány tyto živnosti a obchody: cihelna, hostinec, kapelník, kovář, 5 rolníků, 2 obchody se smíšeným zbožím, trafika, zahradnictví.
V obci Vrbno (přísl. Zelčín, 496 obyvatel, samostatná obec se později stala součástí Hořína) byly v roce 1932 evidovány tyto živnosti a obchody: holič, 3 hostince, kolář, 2 kováři, krejčí, 2 obuvníci, pekař, obchod s lahvovým pivem, pokrývač, 5 rolníků, řezník, 2 obchody se smíšeným zbožím, trafika, truhlář, velkostatek Diamant, zahradnictví.
V roce 1960 byly sloučeny obec Hořín, Brozánky a Vrbno do jediné obce se sídlem v Hoříně.
Obec byla v červnu 2013 těžce poškozena velkou povodní na Labi a Vltavě, kdy voda vysoko přelila místní protipovodňovou hráz.

## Obyvatelstvo
| Rok            | 1869  | 1880  | 1890  | 1900  | 1910  | 1921  | 1930  | 1950  | 1961 | 1970  | 1980 | 1991 | 2001 | 2011 | 2021 |
| -------------- | ----- | ----- | ----- | ----- | ----- | ----- | ----- | ----- | ---- | ----- | ---- | ---- | ---- | ---- | ---- |
| Počet obyvatel | 1 187 | 1 318 | 1 303 | 1 257 | 1 391 | 1 258 | 1 239 | 1 057 | 975  | 1 051 | 933  | 762  | 744  | 734  | 889  |
| Počet domů     | 121   | 146   | 150   | 151   | 158   | 161   | 210   | 243   | 238  | 232   | 206  | 243  | 248  | 233  | 283  |

## Obecní správa

### Územněsprávní začlenění
Dějiny územněsprávního začleňování zahrnují období od roku 1850 do současnosti. V chronologickém přehledu je uvedena územně administrativní příslušnost obce v roce, kdy ke změně došlo:
- 1850 země česká, kraj Praha, politický i soudní okres Mělník[10]
- 1855 země česká, kraj Praha, soudní okres Mělník
- 1868 země česká, kraj Praha, politický i soudní okres Mělník
- 1939 země česká, Oberlandrat Mělník, politický i soudní okres Mělník[11]
- 1942 země česká, Oberlandrat Praha, politický i soudní okres Mělník[12]
- 1945 země česká, správní i soudní okres Mělník[13]
- 1949 Pražský kraj, okres Mělník[14]
- 1960 Středočeský kraj, okres Mělník
- 2003 Středočeský kraj, okres Mělník, obec s rozšířenou působností Mělník

### Části obce
- Brozánky
- Hořín
- Vrbno
- Zelčín

### Obecní symboly
Znak a vlajka byly obci uděleny rozhodnutím předsedy Poslanecké sněmovny Parlamentu České republiky dne 19. ledna 2007.

## Doprava
Dopravní síť
- Pozemní komunikace – Do obce vedou silnice III. třídy. Ve vzdálenosti jeden kilometr od centra obce vede katastrálním územím obce silnice I/16 Řevničov – Slaný – Mělník – Mladá Boleslav.
- Železnice – Železniční trať ani stanice na území obce nejsou. Nejblíže obci je železniční stanice Mělník ve vzdálenosti 2,5 kilometru ležící na trati 072 z Lysé nad Labem do Litoměřic a na trati 076 do Mšena a Mladé Boleslavi.

Veřejná doprava 2012
- Autobusová doprava – V centru obce měly zastávky příměstské autobusové linky do těchto cílů: Kralupy nad Vltavou, Mělník, Roudnice nad Labem (dopravce ČSAD Střední Čechy, a. s.). V místní části Brozánky měly zastávky autobusové linky do těchto cílů: Mělník, Praha, Roudnice nad Labem, Štětí (dopravci ČSAD Střední Čechy, a. s. a ČSAD Česká Lípa, a. s.).

## Turistika
- Cyklistika – obcí vede cyklotrasa č. 2 Kralupy nad Vltavou – Mělník – Litoměřice – Ústí nad Labem – Děčín.
- Pěší turistika – územím obce prochází turistická trasa  Mělník, zámek – Hořín, zámek – Zdymadla.

## Pamětihodnosti

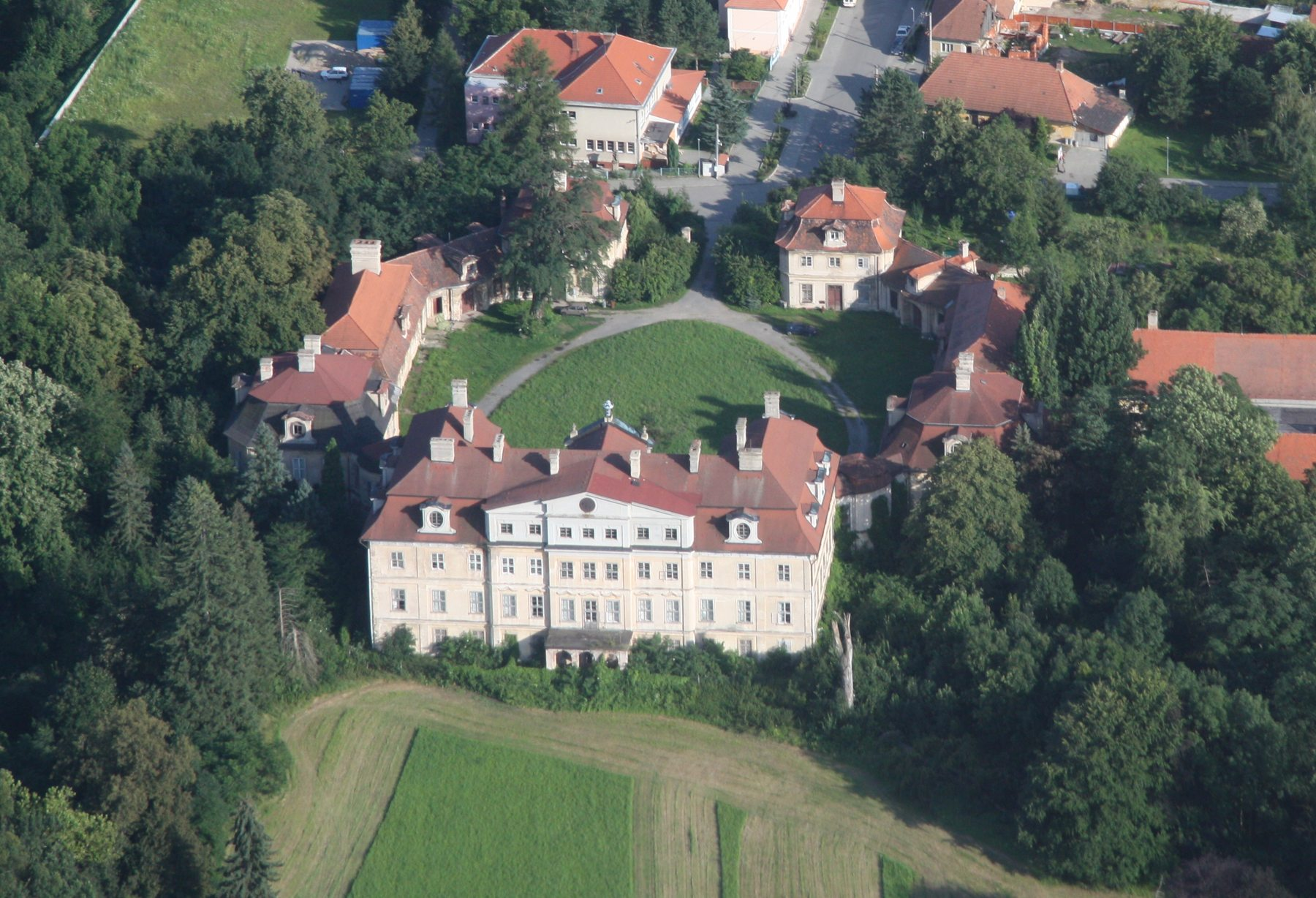
Zámek Hořín

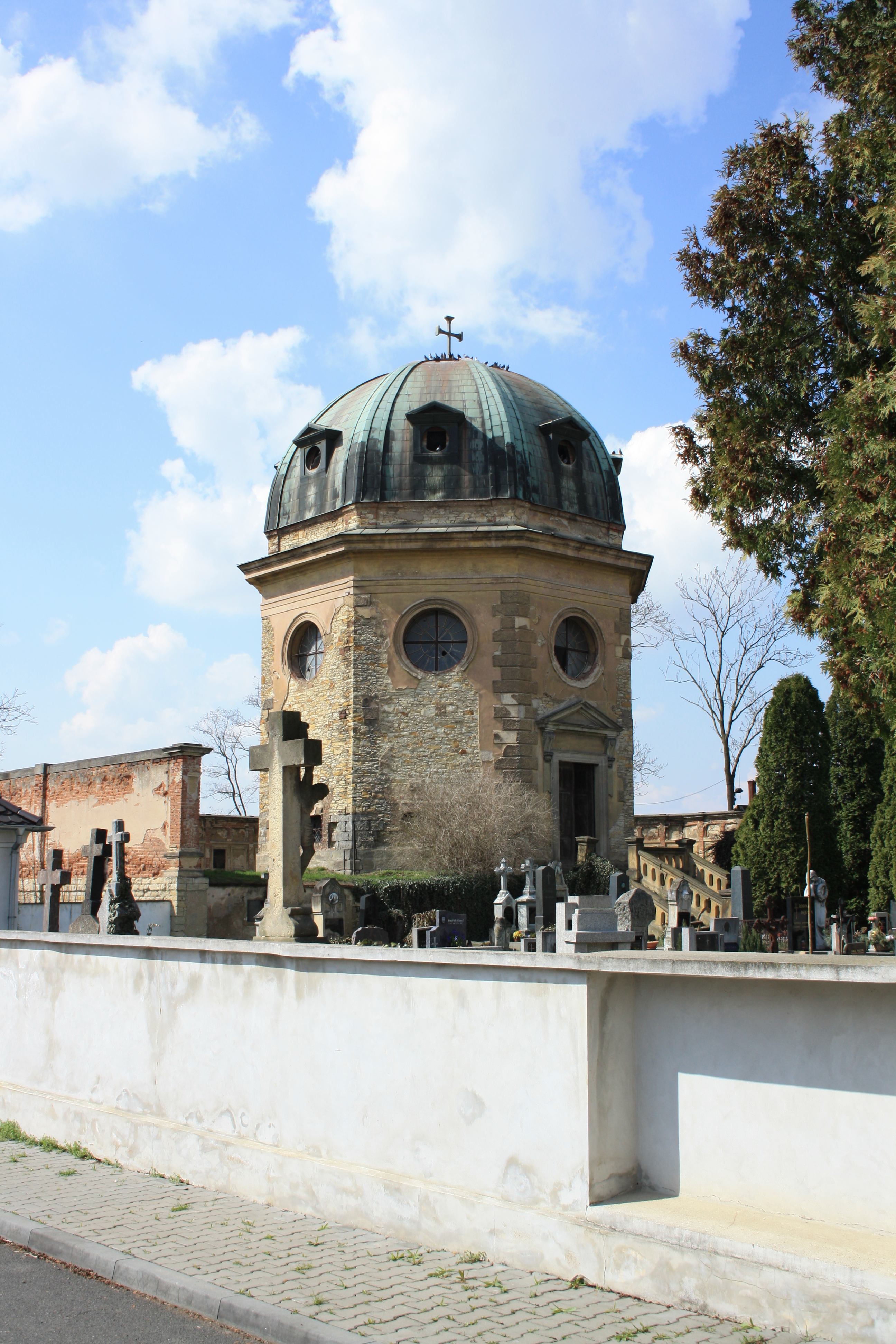
Hrobka Lobkoviců

- Zámek Hořín – původně lovecký zámeček, který v roce 1696 podle návrhu Giovanniho Battisty Alliprandiho (1665–1720) nechal postavit vyslanec ve Varšavě Heřman Jakub Czernin z Chudenic (1659–1710). V roce 1701 k němu byly připojeny stáje a jízdárna. V letech 1713–1720 byl architektem Františkem Maxmiliánem Kaňkou (1674–1766) přestavěn na výstavné barokní sídlo pro Františka Josefa Czernina (1697–1733), od roku 1716 nejvyššího číšníka Království českého a od roku 1721 nejvyššího dvorského sudího. V letech 1736–1746 byl v rokokovém stylu přestavěn architektem Janem Kristiánem Spannbruckerem (1704–1742), který zámku vtiskl současnou podobu. Jeho dílem jsou boční křídla, pavilony a hospodářské budovy, zemřel však dříve, než byla přestavba zcela dokončena. Během rekonstrukce zemřel i majitel František Antonín Czernin z Chudenic (1710–1739), který se oženil s Marií Izabelou de Merode de Westerloo, vdovou po svém bratru Františku Josefu. V úpravách zámku (zámecká kaple) pokračoval architekt Anselmo Lurago (1701–1765). Interiéry byly dokončeny až roku 1763. V konečné podobě je hlavní budova dvoupatrová s převýšeným středním rizalitem a mansardovou střechou. Prostřednictvím věna Marie Ludmily Czerninové (1738–1790), která se v roce 1753 provdala za knížete Augusta Antonína z Lobkowicz (1729–1803), se zámek dostal do majetku rodu Lobkowiczů a ti ho vlastnili až do roku 1948, kdy jim byl znárodněn. V druhé polovině 20. století byl zámek využit ke školským účelům. Po sametové revoluci byl zámek navrácen mělnické větvi Lobkowiczů. Zámek byl poničen během povodní v roce 2002. V současnosti je veřejnosti nepřístupný. Zámecký park sahá až k plavebnímu kanálu. Původní francouzská zahrada byla zničena povodní v roce 1784, architekt Václav Skalník (1776–1861) ji na počátku 19. století upravil ve stylu přírodně krajinářského parku o rozloze deset hektarů. Na něj ještě navazuje obora. K ceněným dřevinám patří jinan dvoulaločný, největší v Čechách, a také javor monspesuánský.[16]
- Zámecký mlýn
- Výklenková kaplička Nejsvětější Trojice na návsi
- Pohřební, případně hřbitovní kaple Lobkoviců, kaple Nejsvětějšího jména Ježíšova z roku 1826. Je osmiboká, stojí na vyvýšeném místě Hořínského hřbitova. V půlkruhu ji obklopuje pohřebiště členů mělnické větve rodu Lobkowiczů od dob knížete Augusta Antonína Josefa (1729–1803). Kaple je chráněna jako kulturní památka.[17] Současným majitelem je Jiří Lobkowicz (* 1956).
- Socha svaté Anny u školy
- Myslivna čp. 40
- Zdymadlo Hořín na laterálním plavebním kanále Mělník – Vraňany s přepadem 8,5 metru, což z něj dělá nejvyšší plavební stupeň v úseku Praha–Mělník. Do provozu bylo uvedeno v roce 1905 (secese, František Sandler).
- Přírodní rezervace Úpor-Černínovsko zasahuje do katastrálního území obce.

## Osobnosti
- Václav Josef Rosenkranz (1797–1861), místní učitel a český obrozenecký skladatel
- Jan Nepomuk Augustin Vitásek (1770–1839), hudební skladatel, klavírista, varhaník, sbormistr, hudební teoretik a pedagog
- Karel Skalník (1802–1880), umělecký zahradník

## Galerie

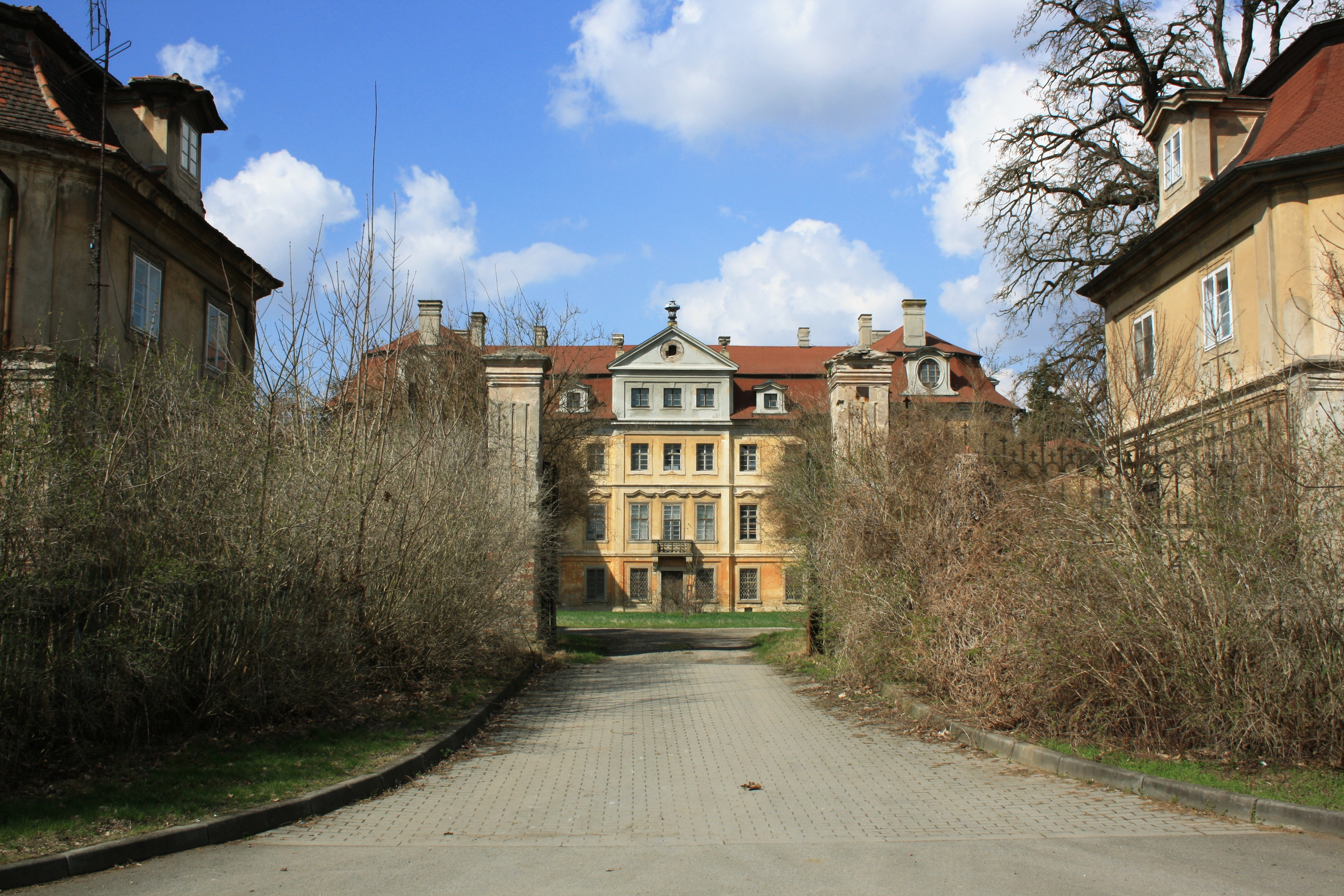
Vjezd do zámeckého areálu
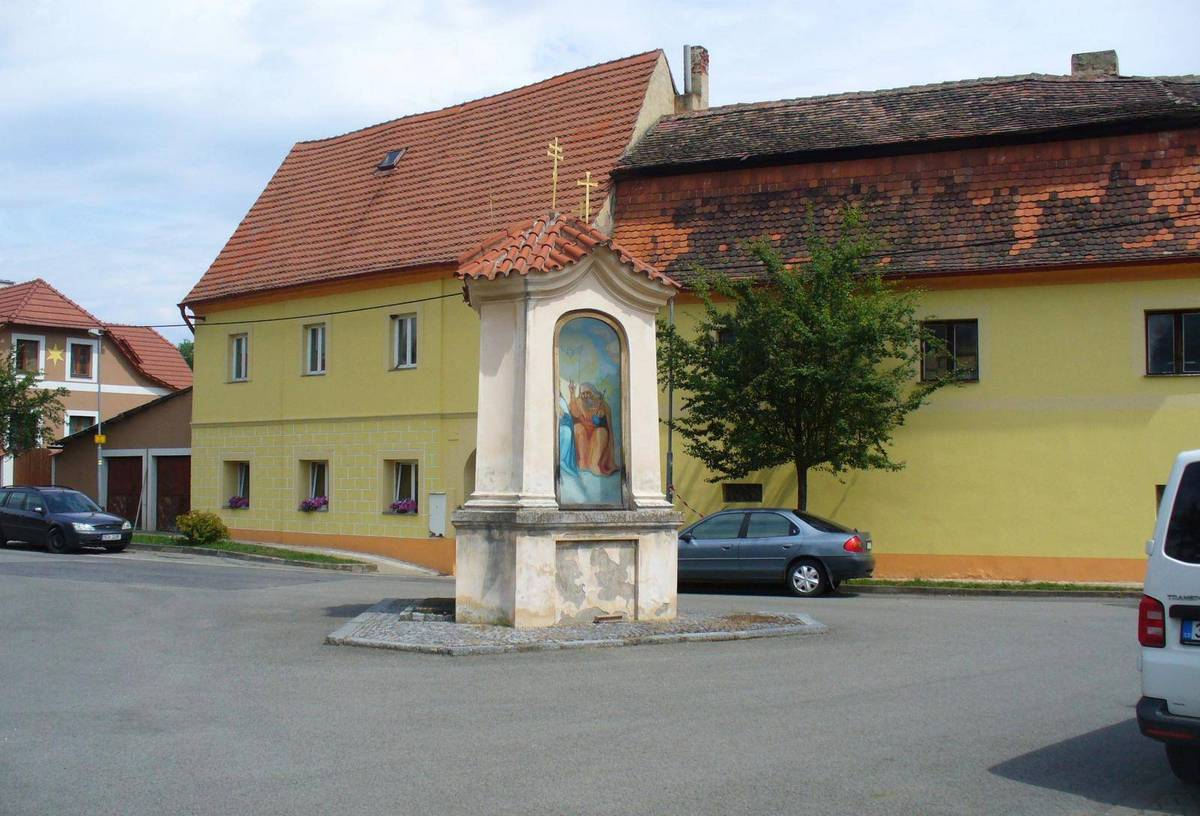
Výklenková kaplička Nejsvětější Trojice na návsi
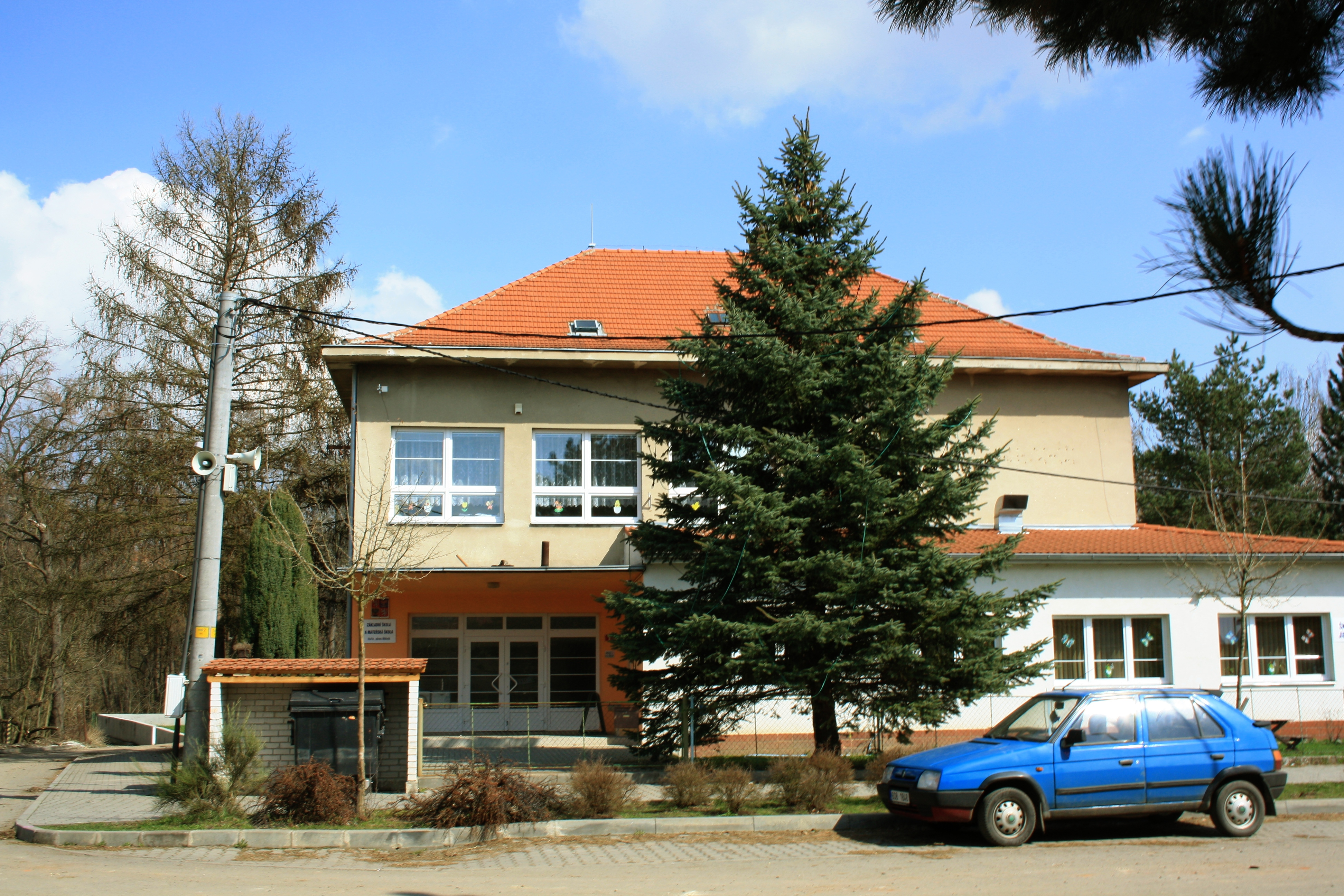
Škola
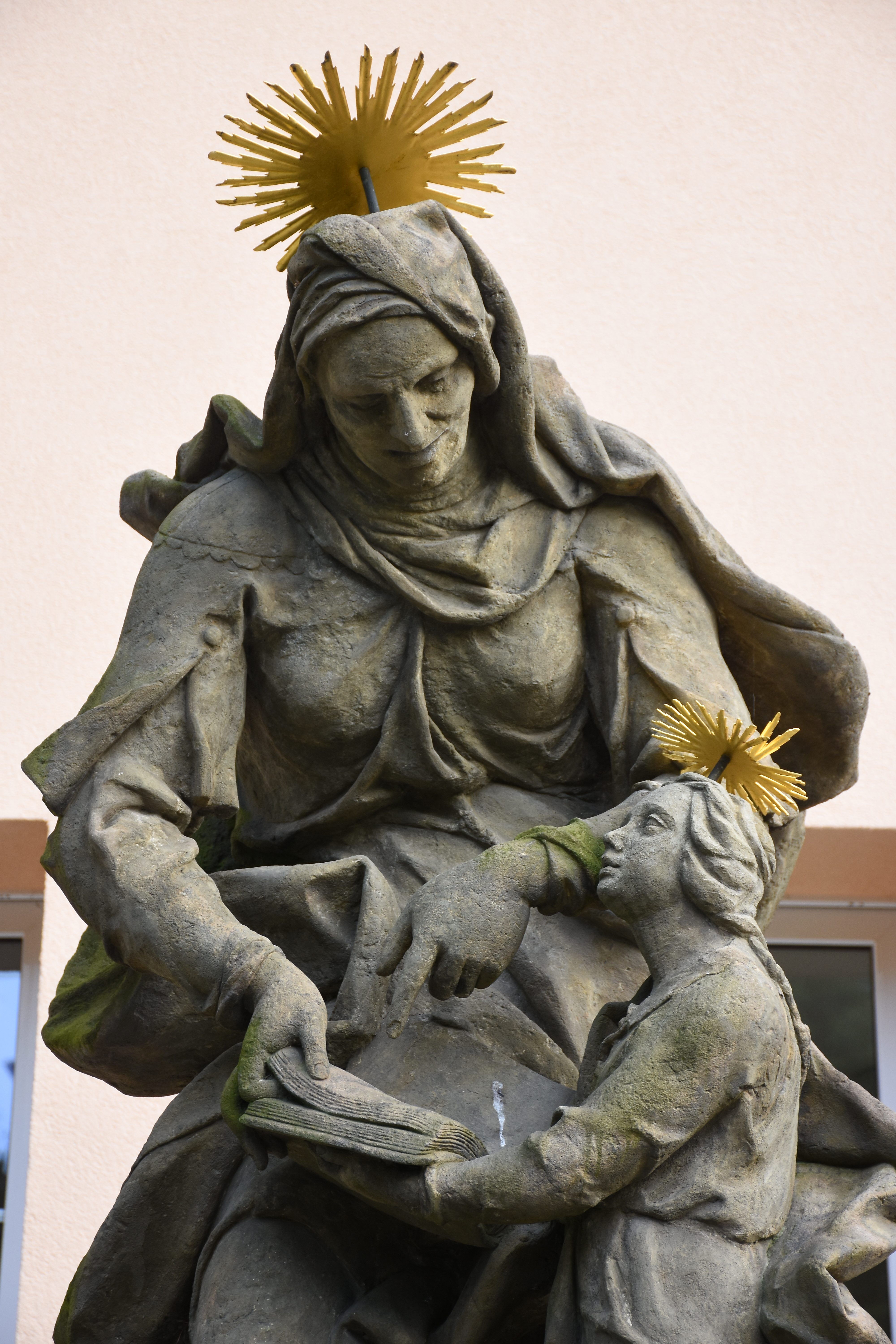
Socha svaté Anny u školy
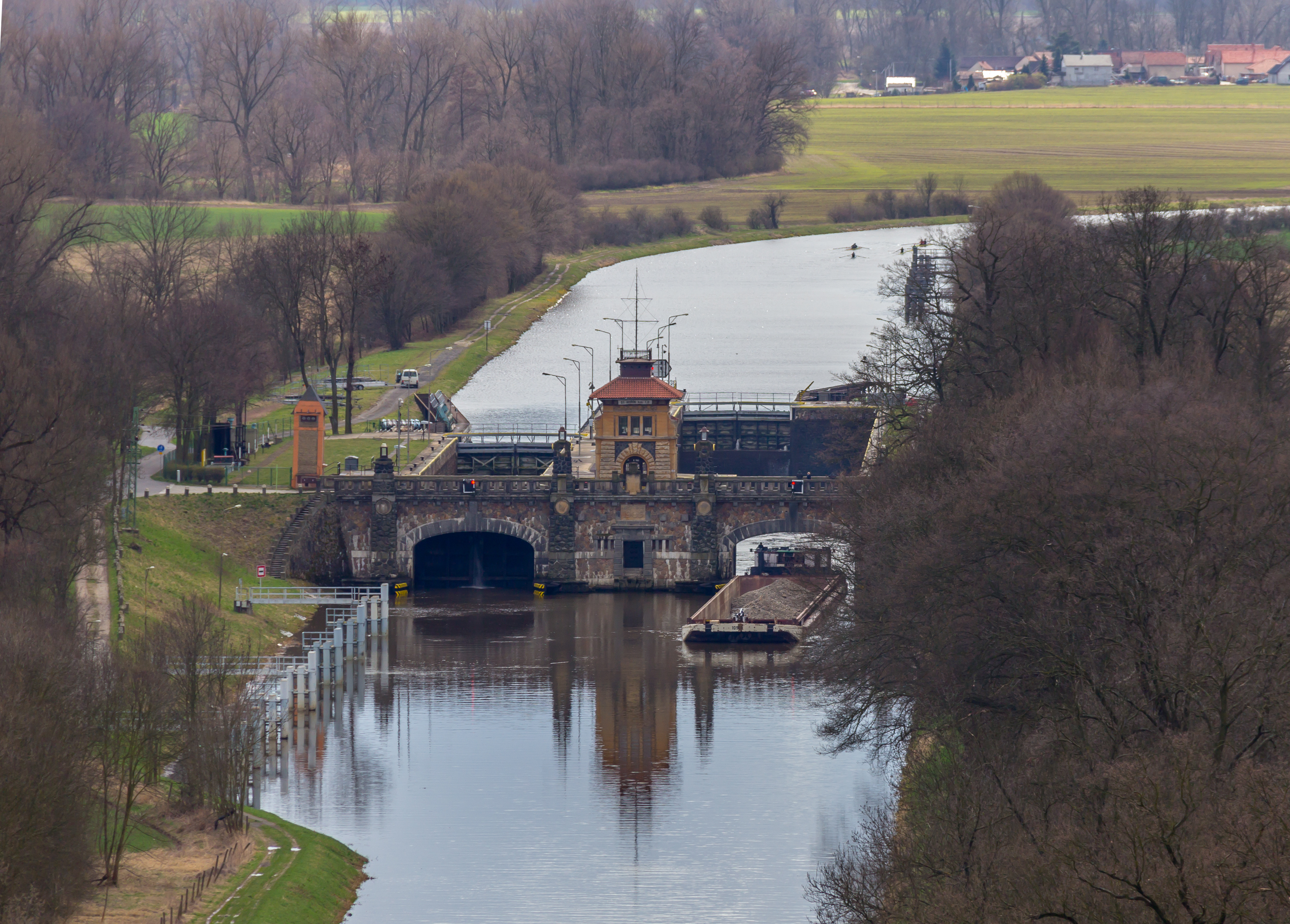
Zdymadlo Hořín
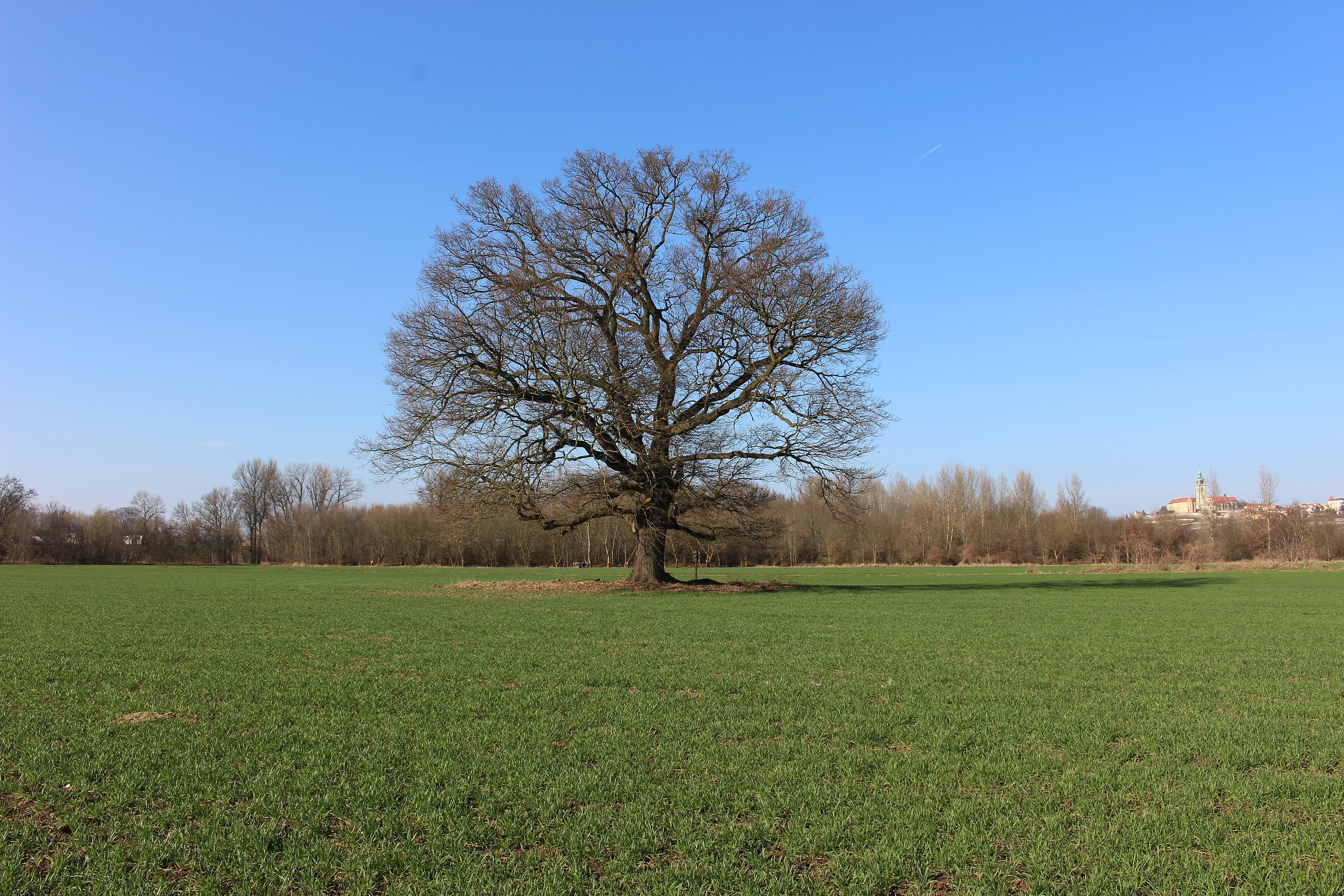
Památný dub Na Mrkvici 2